# Podsavezna nogometna liga Pula 1960./61.
Podsavezna nogometna liga Pula (također i kao Pulska podsavezna liga, Liga Pulskog nogometnog podsaveza) je bila liga četvrtog stupnja nogometnog prvenstva Jugoslavije u sezoni 1960./61. 
 Sudjelovalo je 9 klubova, a prvak je bila momčad "Partizana" iz Pazina. 

## Ljestvica
| mj. | klub             | ut. | pob. | ner. | por. | gol+ | gol– | bod |
| --- | ---------------- | --- | ---- | ---- | ---- | ---- | ---- | --- |
| 1.  | Partizan Pazin   | 16  | 11   | 2    | 3    | 49   | 21   | 24  |
| 2.  | Rovinj           | 16  | 9    | 3    | 4    | 44   | 30   | 21  |
| 3.  | Buje             | 16  | 8    | 3    | 5    | 41   | 27   | 19  |
| 4.  | Jadran Poreč     | 16  | 7    | 4    | 5    | 64   | 44   | 18  |
| 5.  | Vodnjan          | 16  | 8    | 1    | 7    | 32   | 30   | 17  |
| 6.  | Cement Koromačno | 16  | 8    | 1    | 7    | 45   | 44   | 17  |
| 7.  | Staklar Pula     | 16  | 6    | 3    | 7    | 41   | 42   | 15  |
| 8.  | Medulin          | 16  | 4    | 2    | 10   | 30   | 48   | 10  |
| 9.  | Višnjan          | 16  | 1    | 1    | 14   | 17   | 77   | 3   |

## Rezultatska križaljka
| kratica | klub             | BUJE | CEM | JAD | MED | PAR | ROV | STA | VIŠ | VOD |
| --- | ---------------- | ---- | --- | --- | --- | --- | --- | --- | --- | --- |
| BUJE | Buje             |      |     |     |     |     |     |     |     |     |
| CEM | Cement Koromačno |      |     |     |     |     |     |     |     |     |
| JAD | Jadran Poreč     |      |     |     |     |     |     |     |     |     |
| MED | Medulin          |      |     |     |     |     |     |     |     |     |
| PAR | Partizan Pazin   |      |     |     |     |     |     |     |     |     |
| ROV | Rovinj           |      |     |     |     |     |     |     |     |     |
| STA | Staklar Pula     |      |     |     |     |     |     |     |     |     |
| VIŠ | Višnjan          |      |     |     |     |     |     |     |     |     |
| VOD | Vodnjan          |      |     |     |     |     |     |     |     |     |
| |                  |      |     |     |     |     |     |     |     |     |
| podebljan rezultat – utakmice od 1. do 13. kola (1. utakmica između klubova) rezultat normalne debljine – utakmice od 14. do 26. kola (2. utakmica između klubova) rezultat nakošen – nije vidljiv redoslijed odigravanja međusobnih utakmica iz dostupnih izvora rezultat smanjen * – iz dostupnih izvora nije uočljiv domaćin susreta prekrižen rezultat – poništena ili brisana utakmica p – utakmica prekinuta 3:0 p.f. / 0:3 p.f. – rezultat 3:0 bez borbe |                  |      |     |     |     |     |     |     |     |     |

 Izvori: